# Lac-Alfred
Lac-Alfred est un territoire non organisé situé dans la municipalité régionale de comté de La Matapédia, dans la région administrative du Bas-Saint-Laurent, au Québec.

## Toponymie
Le territoire non organisé de Lac-Alfred emprunte son nom au lac Alfred qui est situé sur son territoire.

## Géographie
Lac-Alfred est situé sur le versant sud du fleuve Saint-Laurent dans la péninsule gaspésienne à 435 km au nord-est de Québec et à 390 km à l'ouest de Gaspé. Les villes importantes près de Lac-Alfred sont Rimouski à 125 km à l'ouest, Mont-Joli à 85 km au nord-ouest ainsi que Amqui à 32 km à l'est.
Lac-Alfred fait partie de la région touristique de la Gaspésie dans la sous-région touristique de la vallée de la Matapédia.
À partir de son crénon, dans le sud-ouest, la rivière Jean-Lévesque(d)  coule vers l'ouest.
À partir de son crénon, dans le nord-est, la Branche Nord](d) coule vers l'est.
Ce territoire couvrant une superficie de 76,03 km2 est inhabité,

## Économie
En 2012 et 2013, l'important parc éolien de Lac-Alfred, de 300 MW, a été  construit par la société REpower sur ce territoire et dans les environs.

## Représentations politiques
Québec : Lac-Alfred fait partie de la circonscription provinciale de Matapédia. Lors de l'élection générale québécoise de 2008, la députée sortante Danielle Doyer, du Parti québécois, a été réélue pour représenter le territoire de Lac-Alfred à l'Assemblée nationale.
 Canada : Lac-Alfred fait partie de la circonscription fédérale de Haute-Gaspésie—La Mitis—Matane—Matapédia. Lors de l'élection fédérale canadienne de 2008, le député sortant Jean-Yves Roy, du Bloc québécois, a été réélu pour représenter le territoire de Lac-Alfred à la Chambre des communes.
Au niveau de la municipalité régionale de comté, Chantale Lavoie a été élue en tant que préfet lors du premier suffrage pour ce poste le 1er novembre 2009.